# Grand sceau du Royaume-Uni
Le grand sceau du royaume ou grand sceau du Royaume-Uni (avant l'unification avec l'Écosse en 1707 grand sceau d'Angleterre, puis grand sceau de Grande-Bretagne) est un sceau fixé aux documents d'État importants en signe d'approbation royale. Un morceau de cire est fondu dans un moule de métal ou matrice pour former un médaillon de cire, attaché par une cordelette ou un ruban aux documents que le monarque britannique souhaite officialiser. 

## Histoire

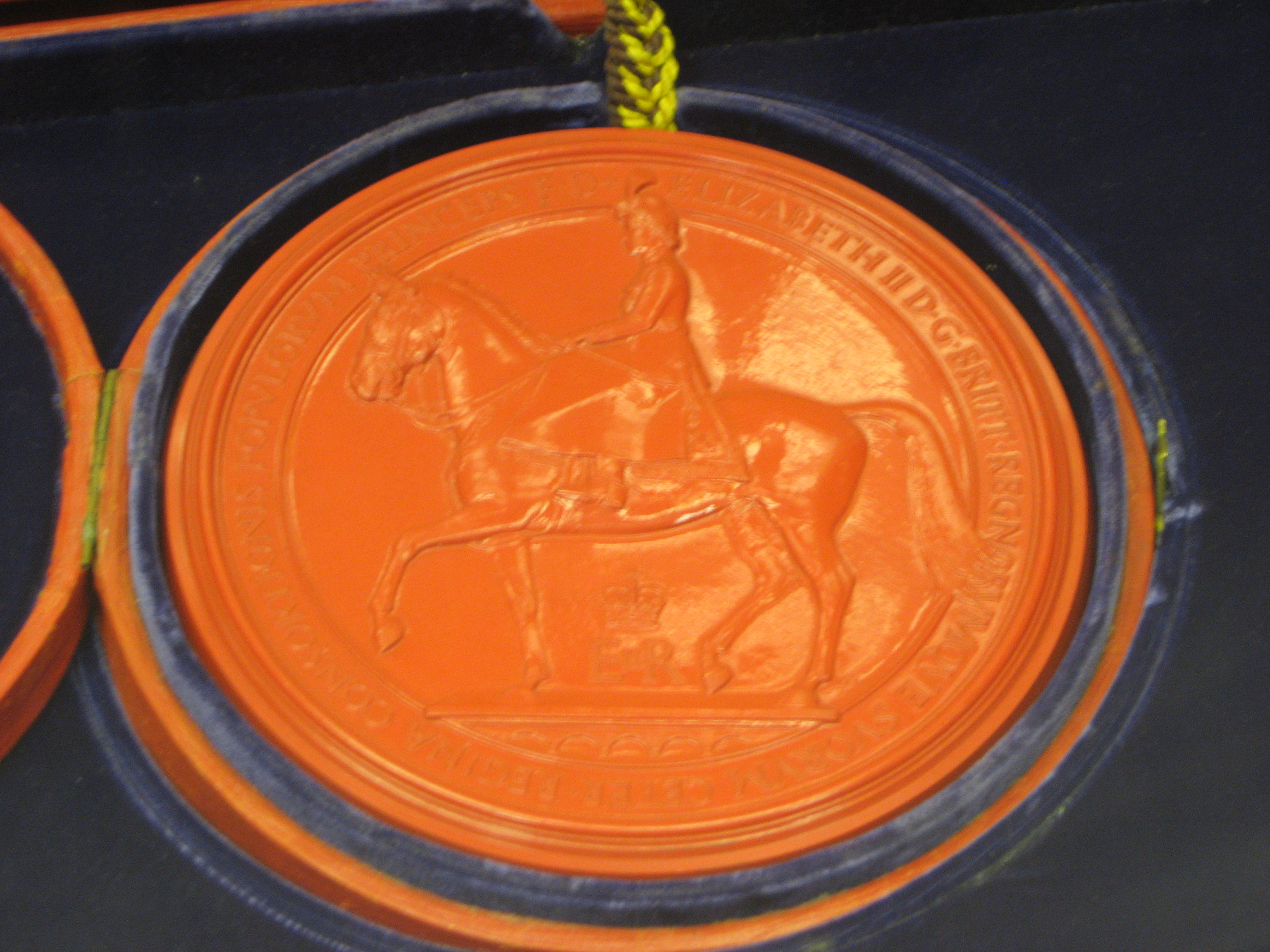
Revers du grand sceau du Royaume (1953)

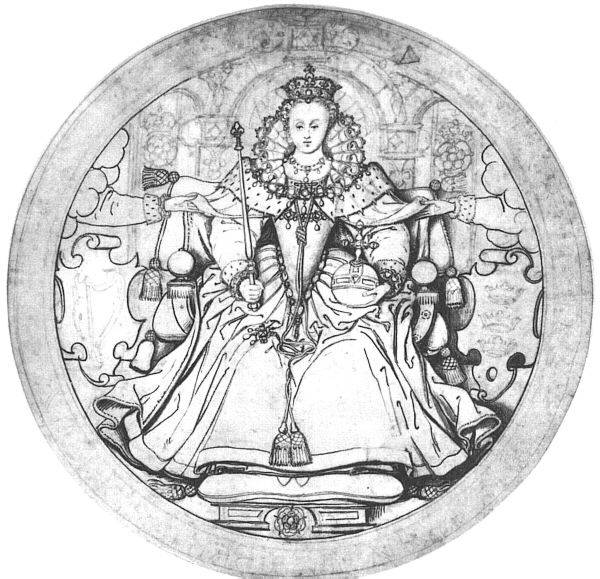
Dessin préparatoire de Nicolas Hilliard pour le sceau d'Élisabeth Ire

Édouard le confesseur avait commencé à utiliser un sceau avant 1066 ; celui-ci portait l'empreinte de son visage pour signifier que le document émanait de la volonté royale. À quelques exceptions près, tous les monarques anglais puis britanniques qui lui ont succédé ont utilisé un modèle de sceau qui leur était propre. On attribue à Levina Teerlinc le grand sceau de Marie Tudor, et à Nicolas Hilliard celui d'Élisabeth Ire.
Pendant la « Glorieuse Révolution » de 1688, Jacques II préféra jeter le grand sceau dans la Tamise que de le voir tomber entre les mains de ses ennemis.  
Édouard VIII, qui abdiqua pour pouvoir épouser Wallis Simpson quelques mois seulement après son accession au trône, n'a pas eu le temps de se choisir un sceau personnel et a continué à utiliser celui de son prédécesseur, George V. En revanche, les monarques qui ont connu un règne assez long ont plusieurs fois changé de sceau. Il n'existe qu'un seul moule à la fois, et comme la cire utilisée pour le grand sceau possède une température de fusion élevée, les plaques d'argent qui servent à la fabrication du sceau finissent par s'user. La reine Victoria fit usage de quatre sceaux différents au cours d'un règne qui dura 63 ans
.

## Le grand sceau d'Élisabeth II
La matrice actuelle a été approuvée par le conseil privé en juillet 2001. Le sceau a été dessiné par James Butler pour remplacer le modèle datant de 1953, dessiné par Gilbert Ledward. L'avers représente la reine en robe d'apparat sur son trône, un sceptre dans la main droite et dans la gauche l'orbe crucifère. L'inscription ELIZABETH . II . D . G . BRITT . REGNORVMQVE . SVORVM . CETER . REGINA . CONSORTIONIS . POPVLORVM . PRINCEPS . F . D . qui fait le tour du médaillon est l'abréviation latine de ses titres. Au revers figurent les armes royales du Royaume-Uni.  C'est la première fois que les armes royales figurent comme motif principal sur un des faces du grand sceau. Le contre-sceau de 1953 représentait la reine à cheval, en uniforme, montée en amazone comme elle en avait l'habitude lors de la cérémonie annuelle du salut aux couleurs. Le sceau possède un diamètre de six pouces (15,24 cm) et le poids combiné des deux parties de la matrice dépasse les huit kilogrammes.

## Usage
Le grand sceau est fixé aux documents d'État qui requièrent l'approbation du monarque pour que les recommandations du gouvernement puissent être mises en œuvre. Selon l'usage actuel, un sceau de cire vert foncé est appliqué aux lettres patentes qui élèvent des personnalités à la pairie, un sceau de cire bleue distingue les documents relatifs aux affaires de la famille royale, tandis qu'un sceau de cire rouge marque les documents relatifs à la nomination des évêques ou aux affaires d'État. Dans certains cas la cire est remplacée par un cachet, une représentation simplifiée du sceau étant alors estampée dans du papier de couleur et attachée au document à sceller. Cette version simplifiée sert dans le cas des proclamations royales, des lettres patentes accordant la sanction royale, des convocations au parlement et des licences accordées pour l'élection d'un évêque ou d'un juge de paix. La contrefaçon du sceau royal était autrefois punie comme crime de haute trahison.  
Le grand sceau est de la responsabilité du garde des sceaux britannique. Cette charge est confondue avec celle du lord chancelier depuis 1761. L'actuel chancelier est Jack Straw. La réforme constitutionnelle de 2005 a confirmé la responsabilité du chancelier comme garde des sceaux. Le directeur de cabinet du ministre de la justice, qui porte le titre de Clerk of the Crown in Chancery, dirige le département de la couronne britannique et c'est à lui que revient la tâche de poser le grand sceau. Il est assisté d'un vice-secrétaire. La surveillance quotidienne du sceau est confiée à un fonctionnaire, qui porte le titre de clerk of the chamber, assisté d'un scelleur et de deux secrétaires.

## Inscriptions sur le grand sceau
Chaque sceau successif porte le nom du monarque et ses titres.
- Édouard le confesseur. SIGILLVM EADVVARDI ANGLORVM BASILEI : Sceau d'Édouard, basileus des Anglais.
- Guillaume II d'Angleterre. WILLELMVS DEI GRATIA REX ANGLORVM : Guillaume, par la grâce de Dieu Roi des Anglais.
- Henri Ier d'Angleterre. HENRICVS DEI GRATIA REX ANGLORVM / HENRICVS DEI GRATIA DVX NORMANNORVM :  Henri, par la grâce de Dieu roi des Anglais. / Henri, par la grâce de Dieu duc des Normands.
- Étienne d'Angleterre. STEPHANVS DEI GRATIA REX ANGLORVM : Étienne, par la grâce de Dieu Roi des Anglais.
- Henri II d'Angleterre. HENRICVS DEI GRATIA REX ANGLORVM / HENR[ICVS] DEI GRA[TIA] DVX NORMANNORVM ET AQUIT[ANORVM] ET COM[ES] ANDEG[AVORVM] : Henri, par la grâce de Dieu Roi d'Angleterre./ Henri, par la grâce de Dieu duc des Normands et des Aquitains et comte des Angevins.
- Richard Ier d'Angleterre. RICARDVS DEI GRATIA REX ANGLORVM / RICARDVS DEI GRATIA DVX NORMANNORVM ET AQUITANORVM ET COMES ANDEGAVORVM : Richard, par la grâce de Dieu Roi d'Angleterre / Richard, par la grâce de Dieu duc des Normands et des Aquitains et comte des Angevins.
- Jean d'Angleterre. IOHANNES DEI GRACIA REX ANGLIE ET DOMINVS HIBERNIE / IOH[ANNE]S DVX NORMANNIE ET AQUITANIE COMES ANDEGAVIE : Jean, par la grâce de Dieu Roi d'Angleterre, Seigneur d'Irlande / Jean, Duc de Normandie et d'Aquitaine, comte d'Anjou.
- Henri III d'Angleterre. HENRICVS DEI GRACIA REX ANGLIE DOMINVS HIBERNIE DVX AQUITANIE : Henri, par la grâce de Dieu Roi d'Angleterre, Seigneur d'Irlande et duc d'Aquitaine.
- Édouard Ier d'Angleterre. EDWARDVS DEI GRACIA REX ANGLIE DOMINVS HYBERNIE DVX AQUITANIE : Édouard, par la grâce de Dieu Roi d'Angleterre, Seigneur d'Irlande et duc d'Aquitaine.
- Édouard II d'Angleterre. EDWARDVS DEI GRACIA REX ANGLIE DOMINVS HYBERNIE DVX AQUITANIE : Édouard, par la grâce de Dieu Roi d'Angleterre, Seigneur d'Irlande et duc d'Aquitaine.
- Édouard III d'Angleterre. EDWARDVS DEI GRACIA REX ANGLIE D[OMI]N[V]S HIBERNIE ET AQUITANIE : Édouard, par la grâce de Dieu Roi d'Angleterre, Seigneur d'Irlande et d'Aquitaine.
- Richard II d'Angleterre. RICARDVS DEI GRACIA REX FRANCIE ET ANGLIE ET D[OMI]N[V]S HIBERNIE : Richard, par la grâce de Dieu Roi de France et d'Angleterre et Seigneur d'Irlande.
- Henri IV d'Angleterre. HENRICVS DEI GRACIA REX FRANCIE ET ANGLIE ET D[OMI]N[V]S HIBERNIE : Henri, par la grâce de Dieu Roi de France et d'Angleterre et Seigneur d'Irlande.
- Henri V d'Angleterre. HENRICVS DEI GRACIA REX FRANCIE ET ANGLIE ET D[OMI]N[V]S HIBERNIE / HENRICVS DEI GRACIA REX ANGLIE ET FRANCIE ET DOMINUS HIBERNIE : Henri, par la grâce de Dieu Roi de France et d'Angleterre et Seigneur d'Irlande.
- Henri VI d'Angleterre. HENRICVS DEI GRACIA FRANCORVM ET ANGLIE REX Henri, par la grâce de Dieu, des Français et d'Angleterre le roy.
- Édouard IV d'Angleterre. EDWARDVS DEI GRACIA REX ANGLIE & FRANCIE ET DOMINVS HIBERNIE : Édouard, par la grâce de Dieu, roi d'Angleterre et de France et Seigneur d'Irlande..
- Richard III d'Angleterre. RICARDVS DEI GRACIA REX ANGLIE ET FRANCIE ET DOMINVS HIBERNIE : Richard, par la grâce de Dieu, roi d'Angleterre et de France et Seigneur d'Irlande.
- Henri VII d'Angleterre. HENRICVS DEI GRACIA REX ANGLIE ET FRANCIE ET DOMINVS HIBERNIE : Henri, par la grâce de Dieu, roi d'Angleterre et de France et Seigneur d'Irlande.
- Henri VIII d'Angleterre. HENRICVS OCTAV[V]S DEI GRATIA ANGLIE ET FRANCIE ET HIBERNIE REX FIDEI DEFE[N]SOR ET [IN] TER[R]A ECCLESIA[E] A[N]GLICANE ET HIBERNICE SVPREM[VM] CA[PVT] : Henri le huitième, par la grâce de Dieu, d'Angleterre, de France et d'Irlande roi, Défenseur de la foi et sur terre, chef suprême de l'église d'Angleterre et d'Irlande.
- Édouard VI d'Angleterre. ... EDWARDI SEXTI DEI GRATIA ANGLIE FRANCIE / ET HIBERNIE REX FIDEI DEFE[N]SOR ET IN TERRA ECCLESIE ANGLICANE ET HIBERNICE SVPREMVM CAPVT : [..]  d'Édouard le sixième, par la grâce de Dieu, d'Angleterre, de France et d'Irlande le roi, Défenseur de la foi et sur terre, chef suprême de l'église d'Angleterre et d'Irlande.
- Marie Ire d'Angleterre. MARIA D[EI] G[RATIA] ANGLIE FRANCIE ET HIBERNIE REGINA EIVS NOMINIS PRIMA FIDEI DEFENSOR : Marie, par la grâce de Dieu, d'Angleterre, de France et d'Irlande la reine, première de ce nom, défenseur de la foi.
- Élisabeth Ire d'Angleterre. ELIZABETHA DEI GRACIA ANGLIE FRANCIE ET HIBERNIE REGINA FIDEI DEFENSOR : Élisabeth, par la grâce de Dieu, d'Angleterre, de France et d'Irlande la reine, défenseur de la foi.
- Jacques Ier d'Angleterre. IACOBVS DEI GRACIA ANGLIÆ SCOTIÆ FRANCIÆ ET HIBERNIÆ REX FIDEI DEFENSOR : Jacques, par la grâce de Dieu, d'Angleterre, d'Écosse, de France et d'Irlande le roi, défenseur de la foi.
- Charles Ier d'Angleterre. CAROLVS DEI GRATIA ANGLIÆ SCOTIÆ FRANCIÆ ET HIBERNIÆ REX FIDEI DEFENSOR : Charles, par la grâce de Dieu, d'Angleterre, d'Écosse, de France et d'Irlande le roi, défenseur de la foi.
- Commonwealth de l'Angleterre. LE GRAND SCEAU D'ANGLETERRE / DANS LA TROISIÈME ANNÉE DE LIBÉRATION RESTAURÉ PAR LA BÉNÉDICTION DIVINE
- Oliver Cromwell. OLIVARIVS DEI GRA[TIA] REIP[VBLICÆ] ANGLIÆ SCOTIÆ ET HIBERNIÆ &C PROTECTOR : Oliver, par la grâce de Dieu, de la république d'Angleterre, d'Écosse, d'Irlande etc., protecteur
- Richard Cromwell. RICHARDVS DEI GRA[TIA] REIP[VBLICÆ] ANGLIÆ SCOTIÆ ET HIBERNIÆ &C PROTECTOR : Richard, par la grâce de Dieu, de la république d'Angleterre, d'Écosse, d'Irlande etc., protecteur
- Charles II d'Angleterre. CAROLVS II DEI GRA[TIA] MAGNÆ BRITANNIÆ FRANCIÆ ET HIBERNIÆ REX FIDEI DEFENSOR
  - Charles II, par la grâce de Dieu, de Grande-Bretagne, de France et d'Irlande le roi, défenseur de la foi.
- Jacques II d'Angleterre. IACOBVS SECVNDVS DEI GRATIA MAGNÆ BRITANNIÆ FRANCIÆ ET HIBERNIÆ REX FIDEI DEFENSOR : Jacques le second, par la grâce de Dieu, de Grande-Bretagne, de France et d'Irlande le roi, défenseur de la foi.
- William et Marie. GVLIELMVS III ET MARIA II DEI GRA[TIA] ANG[LIÆ] FRA[NCIÆ] ET HIB[ERNIÆ] REX ET REGINA FIDEI DEFENSATORES / AUREA FLORIGERIS SUCCRESCUNT POMA ROSETIS : SECURITAS BRITANNIÆ RESTITUTA : Guillaume III et Marie II, par la grâce de Dieu, de Grande-Bretagne, de France et d'Irlande roi et reine, défenseurs de la foi. / Les pommes d'or mûrissent sur les rosiers : la sécurité de la Grande-Bretagne restaurée
- Guillaume III d'Angleterre. GVLIELMVS III DEI GRATIA MAGNÆ BRITANNIÆ FRANCIÆ ET HIBERNIÆ REX FIDEI DEFENSOR : Guillaume III, par la grâce de Dieu, de Grande-Bretagne, de France et d'Irlande le roi, défenseur de la foi.
- Anne d'Angleterre. ANNA DEI GRATIA MAGNÆ BRITANNIÆ FRANCIÆ ET HIBERNIÆ REGINA FID[EI] DEFENSOR : Anne, par la grâce de Dieu, de Grande-Bretagne, de France et d'Irlande la reine, défenseur de la foi.
- Anne de Grande-Bretagne. ANNA DEI GRATIA MAGNÆ BRITANNIÆ FRANCIÆ ET HIBERNIÆ REGINA FID[EI] DEFENSOR / BRITANNIA ANNO REGNI ANNÆ REGINÆ SEXTO : Anne, par la grâce de Dieu, de Grande-Bretagne, de France et d'Irlande la reine, défenseur de la foi. / La Grande-Bretagne dans la sixième année du règne de la reine Anne.
- George Ier de Grande-Bretagne. GEORGIVS DEI GRATIA MAGNÆ BRITANNIÆ FRANCIÆ ET HIBERNIÆ REX FIDEI DEFENSOR / BRVNSWICEN[SIS] ET LVNENBVRGEN[SIS] DVX SACRI ROMANI IMPERII ARCHITESAVRARIVS ET PRINCEPS ELECTOR : Georges, par la grâce de Dieu, de Grande-Bretagne, de France et d'Irlande le roi, défenseur de la foi. / De Brunswick et Lüneburg, Duc, du Saint Empire romain germanique archi-trésorier et prince électeur.
- George II de Grande-Bretagne. GEORGIVS DEI GRATIA MAGNÆ BRITANNIÆ FRANCIÆ ET HIBERNIÆ REX FIDEI DEFENSOR / BRVNSWICE[NSIS] ET LVNEBVRGEN[SIS] DVX SACRI ROMANI IMPERII ARCHITHESAVRARIVS ET PRINCEPS ELECTOR : Georges, par la grâce de Dieu, de Grande-Bretagne, de France et d'Irlande le roi, défenseur de la foi./ De Brunswick et Lüneburg, Duc, du Saint Empire romain germanique archi-trésorier et prince électeur.
- Victoria du Royaume-Uni. VICTORIA DEI GRATIA BRITANNIARUM REGINA FIDEI DEFENSOR[4] : Victoria, par la grâce de Dieu, reine des îles britanniques, défenseur de la foi.
- Édouard VII du Royaume-Uni. EDWARDVS VII D[ei] G[ratia] BRITT[anniarum] ET TERRARUM TRANSMAR[inarum] QVÆ IN DIT[ione] SVNT BRIT[annica] REX F[idei] D[efensor] IND[iae] IMP[erator][5] : "Édouard le septième, par la grâce de Dieu, des britanniques, et des pays d'outre-mer sous domination britannique le roi, défenseur de la foi, empereur d'Inde"
- George V du Royaume-Uni. GEORGIVS V D[ei] G[ratia] MAG[nae] BR[itanniae] HIB[erniae] ET TERR[arum] TRANSMAR[inarum] QVAE IN DIT[ione] SVNT BRIT[annica] REX F[idei] D[efensor] IND[iae] IMP[erator][4] : "Georges le cinquième, par la grâce de Dieu, de Grande-Bretagne, d'Irlande et des pays d'outre-mer sous domination britannique le roi, défenseur de la foi, empereur d'Inde"
- George VI du Royaume-Uni. GEORGIUS VI D[ei] G[ratia] MAG[nae] BR[itanniae] HIB[erniae] ET TERR[arum] TRANSMAR[inarum] QUAE IN DIT[ione] SUNT BRIT[annica] REX F[idei] D[efensor] IND[iae] IMP[erator][4] : "George le sixième, par la grâce de Dieu de Grande-Bretagne, d'Irlande et des pays d'outre-mer sous domination britannique le roi, défenseur de la foi, empereur d'Inde"